# Епархия Шпайера
 Епархия Шпайера  (лат. Dioecesis Spirensis) — епархия Римско-Католической церкви с центром в городе Шпайер, Германия. Епархия Шпайера входит в митрополию Бамберга. Кафедральным собором епархии Шпайера является церковь Пресвятой Девы Марии.

## История
Епархия Шпайера была образована в IV веке. Первые письменные свидетельства о епархии Шпайера датируются 614 годом. В VII веке епископ Шпайера получил во владение земли вокруг города Шпайера. До 748 года епархия Шпайера входила в митрополию Трира, после чего она вошла в митрополию Майнца, где находилась до 1803 года.
В 1030 году было начато строительство собора в Шпайере, освящение которого было совершено в 1061 году.
В 1371 году кафедра епископа была перенесена в Уденхайм (ныне Филипсбург), где находилась до 1723 года. Затем кафедра епископа находилась в Брухзале.
После войны Аугсбургской лиги часть территории епархии Шпайера отошла к Франции. В 1802 году большая часть территория епархии Шпайера была захвачена революционной Францией и подверглась секуляризации. Оставшаяся территория на правом берегу Рейна стала подчиняться маркграфу Бадена.
1 апреля 1818 года епархия Шпайера вошла в митрополию Бамберга.

## Ранние епископы Шпайера
- Иессей (346 — ?);
- Хильдерих (613 — ?);
- Афанасий (610—650);
- Принципий (650—659);
- Драгободо (659—700);
- Атто (700—709);
- Сигвин I (709—725);
- Луидо (725—743);
- Давид (743—760);
- Базин (760—775);
- Сигвин II (775—802);
- Отто I (802—810);
- Фрайдо (810—814);
- Бенедикт (814—828);
- Бердин (828—845);
- Гебхард I (845—880);

## Князья-епископы Шпайера
См. Шпейерское княжество-епископство

## Епископы Шпайера с 1803 года
- Вильдерих фон Вальдердорф (1797—1810);
- Грегор фон Циркель (1817);
- Маттеус Георг фон Шанделль (1818—1826);
- Иоганн Мартин Манль (1826—1835) — назначен епископом Айхштета;
- Петер фон Рихарц (1835—1836) — назначен епископом Аугсбурга;
- Иоганнес фон Гайссель (1836—1842);
- Николаус фон Вайс (1842—1869);
- Конрад Райтер (1870—1871);
- Даниэль Бонифац фон Ханеберг (1872—1876);
- Иосиф Георг фон Эрлер (1878—1905);
- Конрад фон Буш (1905—1910);
- Михаэль фон Фаульхабер (1910—1917) — назначен архиепископом Мюнхена и Фрайзинга;
- Людвиг Себастьян (1917—1943);
- Йозеф Вендель (20.05.1943 — 9.08.1952) — назначен архиепископом Мюнхена и Фрайзинга;
- Изидор Маркус Эмануэль (22.12.1952 — 10.02.1968);
- Фридрих Веттер (28.05.1968 — 28.10.1982) — назначен архиепископом Мюнхена и Фрайзинга;
- Антон Шлембах (25.08.1983 — 15.07.2020);
- Карл-Хайнц Виземанн (19.12.2007 — по настоящее время).

## Источник
- Annuario Pontificio, Libreria Editrice Vaticana, Città del Vaticano, 2003, ISBN 88-209-7422-3